# Václav Kliment Klicpera

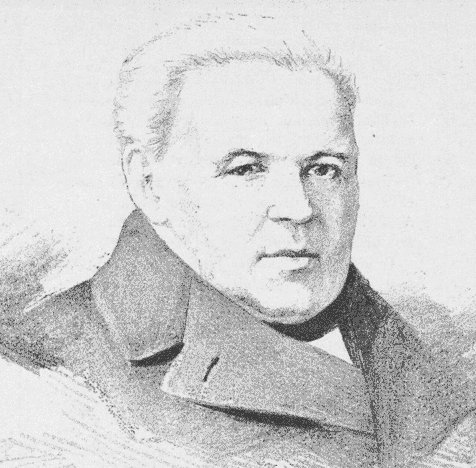
Jan Vilímek: V. Kl. Klicpera

Václav Kliment Klicpera (* 23. November 1792 in Chlumec nad Cidlinou; † 15. September 1859 in Prag (Kaisertum Österreich)) war tschechischer Schriftsteller und Dramatiker.

## Leben
Er begann mit einer Schneider-, später Metzgerlehre. Von 1808 besuchte er das Gymnasium in Prag, begann 1813 mit dem Studium der Philosophie und ab 1816 mit dem Studium der Medizin, die er nach zwei Jahren abbrach. 1813 trat er auch der Vereinigung Prager Patrioten (Sdružení pražských vlastenců) bei. Ziel dieses Vereins war es, der tschechischen Literatur mehr Anerkennung zukommen zu lassen und die Aufführung tschechischer Theaterstücke in Prag. Sie organisierten Nachmittagsvorstellungen im Laientheater, in denen er auch als Schauspieler auftrat und für das er die ersten Stücke schrieb.
1819 wurde er Professor auf dem Gebiet studia humanitatis in Hradec Králové, heiratete die Schauspielerin Anna Klicperová (geb. Švamberková, 1794–1837), die er im Laientheater (dem späteren Theater J.K. Týl – Tylovo divadlo) kennengelernt hatte. 1838 heiratete er Anna Trnková (1814–1900).
1846 kehrte er nach Prag zurück und unterrichtete am Akademischen Gymnasium. Zu seinen Schülern gehörten spätere Persönlichkeiten des kulturellen Lebens wie Vítězslav Hálek, Jan Neruda, Schriftsteller und Revolutionär Josef Václav Frič, Alois Vojtěch Šmilovský und andere. Im Jahr 1848 wurde er in den Nationalausschuss (Svatováclavský výbor) und zum Tribun der akademischen Legion gewählt. Zudem trat er der Böhmischen Königlichen Vereinigung der Wissenschaften bei. 1850 erfolgte die Beförderung zum Schulrat und 1852 zum Direktor des inzwischen tschechischsprachigen Akademischen Gymnasiums, resignierte aber 1853, da als Unterrichtssprache wieder Deutsch bestimmt wurde, und wurde pensioniert.
Er ist auf dem Olšany-Friedhof in Prag begraben. Er gilt als tschechischer Vorkämpfer seiner Nation, seine Witwe Anna wird als Witwe der Nation bezeichnet.
Zur Würdigung seiner Verdienste benannte man das Klicpera-Theater in Hradec Králové nach ihm.

## Schaffen
Er war der erste bedeutende tschechische Dramatiker der nationalen Bewegung. Er schrieb insgesamt 57 Theaterstücke von historischen Dramen auf einem hohen Niveau bis hin zu zeitgenössischen Stücken und seinen erfolgreichen Komödien. Bekannt sind in Tschechien auch die Schwänke Klicperas, die eher Charaktere der einzelnen Personen darstellen als ihre Konflikte. Sein Schaffen hatte auf die böhmische Kultur einen großen Einfluss, der sich unter anderem in den Werken von Josef Kajetán Tyl bemerkbar macht. Er unterstützte die Weiterentwicklung des böhmischen Theaters in Schauspielen, die er bei Jan Hostivít Pospíšil in Hradec Králové und Prag als Almanach der Theaterstücke (Almanach Dramatyckých her) verlegte.

## Werke

### Tragödien
- Sobieslaw (Soběslav)
- Libuschas Gericht (Libušin soud)
- Svatislav, der letzte des Geschlechts Svatopluk (Svatislav, poslední Svatoplukovec)

### Komödien
- Žižkas Schwert (Žižkův meč)
- Bělouši, 1818
- Sintflut (Potopa světa)
- Hadrián z Římsů, 1843
- Drei Grafen auf einmal (Tři hrabata najednou), 1846
- Lustspiel auf der Brücke (Veselohra na Mostě), 1828 – Die Komödie wird 1935 von Bohuslav Martinů als Oper vertont.
- Der böse Hirsch (Zlý jelen)

### Schwänke
- Der wundertätige Hut (Divotvorný klobouk), 1821
- Jeder etwas für die Heimat (Každý něco pro vlast), 1833 – In diesem Lustspiel belächelt er den Egoismus mancher böhmischer Patrioten, die vorgeben aus Liebe zur Heimat die schwere Bürde der öffentlichen Funktion, die sie begleiten, zu tragen, obwohl sie damit nur ihren Ehrgeiz und Hochmut übertünchen.
- Viereckiges Horn (Rohovín Čtverrohý), 1830

### Historische Stücke
- Kohlefrau (Uhlířka)
- Holländer in Prag (Nizozemčanné v Praze)
- Eliška Přemyslovna
- Fridrich Bojovný
- Jan Hus – dieses Spiel verbrannte er (Jan Hus – tuto hru spálil)

### Räubergeschichten
- Räuber im Wald von Tábor (Loupežníci v táborském lese)
- Valdek, 1828
- Die Glocke von Loket (Loketský zvon), 1827
- Der Raub (Loupež), 1835
- Schatz von Opatov (Opatovický poklad), 1843

### Märchen
- Blaník, 1816  – Erstes Theaterstück Klicperas. Ein Märchen mit Ritterspielen und Gedanken der Nationalbewegung.
- Jan für einen Windhund getauscht (Jan za chrta dán), 1829
- Böhmische Windsbraut Česká meluzina

### Romane und Erzählungen
- Pindar a Korina
- Die erste Mühle in Prag (První mlýn v Praze)
- Totschnik  (Točník)
- Die Ankunft der Karl IV. nach Böhmen (Příchod Karla IV. do Čech), 1855
- König Johann der Blinde (Král Jan Slepý), 1858
- Der Heilige Iwan (Svatý Ivan)
- Věnceslav, 1834

### Gedichte
- Deklamovánky, 1841 – humorvolle, gesellschaftliche Gedichte mit patriotischem Einschlag